# Campeonato de España de Ciclismo en Ruta 1966
El LXV Campeonato de España de Ciclismo en Ruta se disputó en Alfafar (Cataluña) el 31 de julio de 1966 sobre 88 kilómetros de recorrido. El campeonato se disputó en formato de contarreloj. 
El ganador fue el vasco Luis Otaño que se impuso por poco menos de medio minuto en un recorrido de 44 kilómetros donde se daban dos vueltas. El también vasco Carlos Echeverría y el murciano Ginés García completaron el podio. 

## Clasificación final
| Pos. | Ciclista              | Equipo | Tiempo    |
| ---- | --------------------- | ------ | --------- |
| 1.   | Luis Otaño            | Fagor  | 2h 05'32" |
| 2.   | Carlos Echeverría     | Kas    | a 1'00"   |
| 3.   | Ginés García          | Fagor  | a 1'01"   |
| 4.   | Eusebio Vélez         | Kas    | a 1'09"   |
| 5.   | Gregorio San Miguel   | Kas    | a 3'04"   |
| 6.   | Ramón Sáez            | Ferrys | a 3'28"   |
| 7.   | Mariano Díaz          | Fagor  | a 3'29"   |
| 8.   | Jesús Aranzábal       | Fagor  | a 3'48"   |
| 9.   | José María Errandonea | Fagor  | a 4'18"   |
| 10.  | Angelino Soler        | Ferrys | a 4'23"   |